# Plaza de Isabel II (Albacete)
La plaza de Isabel II es una de las plazas más emblemáticas y concurridas de la ciudad española de Albacete.
Se encuentra en uno de los principales paseos de la ciudad entre los bulevares de las avenidas Isabel La Católica y Ramón Menéndez Pidal, dos de las vías más importantes de la ciudad, a caballo entre los barrios Industria y Feria de la capital albaceteña.
Situada dentro del centro comercial abierto Boulevard y en una de las principales zonas de marcha de la ciudad, Los Titis, en su centro se sitúa una emblemática fuente de la capital albaceteña. En ella confluyen las calles avenida Ramón Menéndez Pidal, avenida Isabel La Católica, avenida Ramón y Cajal, avenida Arquitecto Julio Carrilero, Baños y Pozo. 
La plaza lleva el nombre de Isabel II en honor a la reina de España entre 1833 y 1868, quien concedió a Albacete el título de ciudad en 1862.